# Turniej o Złoty Kask 1969

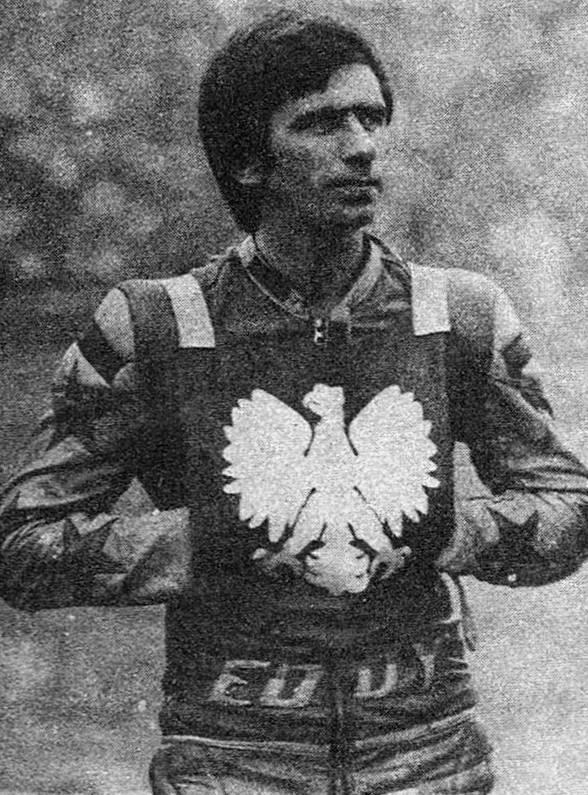
Edward Jancarz - zdobywca ZK 1969

Turniej o Złoty Kask 1969 – rozegrany w sezonie 1969 turniej żużlowy z cyklu rozgrywek o „Złoty Kask”. Wygrał Edward Jancarz, drugi był Andrzej Pogorzelski i Andrzej Wyglenda stanął na najniższym stopniu.

## Wyniki
Czołówka piątka

### I turniej
- 11 kwietnia 1969 r. (piątek), Częstochowa

| Msc. | Zawodnik            | Klub                 | Pkt |  |  |
| ---- | ------------------- | -------------------- | --- |  |  |
| 1    | Zbigniew Podlecki   | Wybrzeże Gdańsk      | 15  |  |  |
| 2    | Andrzej Pogorzelski | Stal Gorzów Wlkp.    | 12  |  |  |
| 3    | Zdzisław Dobrucki   | Unia Leszno          | 12  |  |  |
| 4    | Zygmunt Pytko       | Unia Tarnów          | 11  |  |  |
| 5    | Paweł Waloszek      | Śląsk Świętochłowice | 10  |  |  |

### II turniej
- 25 kwietnia 1969 r. (piątek), Wrocław

| Msc. | Zawodnik           | Klub              | Pkt |  |  |
| ---- | ------------------ | ----------------- | --- |  |  |
| 1    | Andrzej Wyglenda   | ROW Rybnik        | 13  |  |  |
| 2    | Edward Jancarz     | Stal Gorzów Wlkp. | 12  |  |  |
| 3    | Antoni Woryna      | ROW Rybnik        | 11  |  |  |
| 4    | Jerzy Trzeszkowski | Sparta Wrocław    | 11  |  |  |
| 5    | Zbigniew Podlecki  | Wybrzeże Gdańsk   | 10  |  |  |

### III turniej
- 30 maja 1969 r. (piątek), Gdańsk

| Msc. | Zawodnik          | Klub              | Pkt |  |  |
| ---- | ----------------- | ----------------- | --- |  |  |
| 1    | Andrzej Wyglenda  | ROW Rybnik        | 14  |  |  |
| 2    | Zbigniew Podlecki | Wybrzeże Gdańsk   | 12  |  |  |
| 3    | Zdzisław Dobrucki | Unia Leszno       | 12  |  |  |
| 4    | Edward Jancarz    | Stal Gorzów Wlkp. | 9   |  |  |
| 5    | Henryk Glücklich  | Polonia Bydgoszcz | 9   |  |  |

### IV turniej
- 18 lipca 1969 r. (piątek), Świętochłowice

| Msc. | Zawodnik            | Klub              | Pkt |  |  |
| ---- | ------------------- | ----------------- | --- |  |  |
| 1    | Edward Jancarz      | Stal Gorzów Wlkp. | 15  |  |  |
| 2    | Stanisław Tkocz     | ROW Rybnik        | 14  |  |  |
| 3    | Zbigniew Podlecki   | Wybrzeże Gdańsk   | 12  |  |  |
| 4    | Andrzej Pogorzelski | Stal Gorzów Wlkp. | 11  |  |  |
| 5    | Jerzy Padewski      | Stal Gorzów Wlkp. | 10  |  |  |

### V turniej
- 15 sierpnia 1969 r. (piątek), Gorzów Wielkopolski

| Msc. | Zawodnik          | Klub              | Pkt |  |  |
| ---- | ----------------- | ----------------- | --- |  |  |
| 1    | Edward Jancarz    | Stal Gorzów Wlkp. | 15  |  |  |
| 2    | Zbigniew Podlecki | Wybrzeże Gdańsk   | 12  |  |  |
| 3    | Andrzej Wyglenda  | ROW Rybnik        | 12  |  |  |
| 4    | Antoni Woryna     | ROW Rybnik        | 11  |  |  |
| 5    | Jerzy Padewski    | Stal Gorzów Wlkp. | 11  |  |  |

### VI turniej
- 3 września 1969 r. (środa), Bydgoszcz

| Msc. | Zawodnik         | Klub                 | Pkt |  |  |
| ---- | ---------------- | -------------------- | --- |  |  |
| 1    | Edward Jancarz   | Stal Gorzów Wlkp.    | 15  |  |  |
| 2    | Henryk Glücklich | Polonia Bydgoszcz    | 12  |  |  |
| 3    | Andrzej Wyglenda | ROW Rybnik           | 12  |  |  |
| 4    | Jan Mucha        | Śląsk Świętochłowice | 12  |  |  |
| 5    | Stanisław Kasa   | Polonia Bydgoszcz    | 11  |  |  |

### VII turniej
- 26 września 1969 r. (piątek), Rzeszów

| Msc. | Zawodnik            | Klub                 | Pkt |  |  |
| ---- | ------------------- | -------------------- | --- |  |  |
| 1    | Andrzej Pogorzelski | Stal Gorzów Wlkp.    | 14  |  |  |
| 2    | Edward Jancarz      | Stal Gorzów Wlkp.    | 13  |  |  |
| 3    | Henryk Glücklich    | Polonia Bydgoszcz    | 12  |  |  |
| 4    | Zygmunt Pytko       | Unia Tarnów          | 11  |  |  |
| 5    | Jan Mucha           | Śląsk Świętochłowice | 11  |  |  |

### VIII turniej
- 26 października 1969 r. (niedziela), Rybnik

| Msc. | Zawodnik           | Klub                 | Pkt  |  |  |
| ---- | ------------------ | -------------------- | ---- |  |  |
| 1    | Paweł Waloszek     | Śląsk Świętochłowice | 15   |  |  |
| 2    | Jerzy Gryt         | ROW Rybnik           | b.d. |  |  |
| 3    | Henryk Glücklich   | Polonia Bydgoszcz    | 12   |  |  |
| 4    | Stanisław Kasa     | Polonia Bydgoszcz    | 10   |  |  |
| 5    | Jerzy Trzeszkowski | Sparta Wrocław       | 8    |  |  |

## Klasyfikacja końcowa
Uwaga!: Odliczono dwa najgorsze wyniki.
| Poz | Zawodnik            | Klub                  | CZE | WRO | GDA | ŚWI | GOR | BDG | RZE | RYB | Punkty |
| --- | ------------------- | --------------------- | --- | --- | --- | --- | --- | --- | --- | --- | ------ |
| 1   | Edward Jancarz      | Stal Gorzów Wlkp.     | 7   | 12  | 9   | 15  | 15  | 15  | 13  | –   | 79     |
| 2   | Andrzej Pogorzelski | Stal Gorzów Wlkp.     | 12  | 6   | 9   | 11  | 10  | 7   | 14  | 0   | 63     |
| 3   | Andrzej Wyglenda    | ROW Rybnik            | –   | 13  | 14  | 6   | 12  | 12  | –   | 3   | 60     |
| 4   | Henryk Glücklich    | Polonia Bydgoszcz     | 7   | 8   | 9   | 5   | 7   | 12  | 12  | 12  | 60     |
| 5   | Paweł Waloszek      | Śląsk Świętochłowice  | 10  | 10  | 9   | 7   | –   | –   | 9   | 14  | 59     |
| 6   | Zdzisław Dobrucki   | Unia Leszno           | 12  | 6   | 12  | 7   | 4   | –   | 8   | 6   | 51     |
| 7   | Zygmunt Pytko       | Unia Tarnów           | 11  | 10  | –   | 8   | 1   | 7   | 11  | 4   | 51     |
| 8   | Zbigniew Podlecki   | Wybrzeże Gdańsk       | 15  | 10  | 12  | 12  | 12? | –   | –   | –   | 49     |
| 9   | Jerzy Trzeszkowski  | Sparta Wrocław        | 9   | 11  | 5   | 2   | 5   | 2   | 9   | 8   | 47     |
| 10  | Jan Mucha           | Śląsk Świętochłowice  | –   | 4   | –   | 8   | 10  | 12  | 11  | –   | 45     |
| 11  | Stanisław Kasa      | Polonia Bydgoszcz     | 4   | 3   | 6   | –   | 1   | 11  | 9   | 10  | 43     |
| 12  | Jerzy Padewski      | Stal Gorzów Wlkp.     | 7   | 2   | 7   | 10  | 11  | 4   | –   | –   | 41     |
| 13  | Stanisław Tkocz     | ROW Rybnik            | –   | –   | 9   | 14  | 8   | 9   | –   | –   | 40     |
| 14  | Edmund Migoś        | Stal Gorzów Wlkp.     | 3   | 7   | –   | 6   | 8   | 8   | –   | 6   | 38     |
| 15  | Antoni Woryna       | ROW Rybnik            | 6   | 11  | 7   | –   | 11  | –   | –   | –   | 35     |
| 16  | Piotr Bruzda        | Sparta Wrocław        | 9   | 5   | 3   | 3   | 2   | 3   | 4   | 6   | 30     |
| 17  | Jerzy Gryt          | ROW Rybnik            | –   | –   | –   | –   | –   | –   | –   | b.d | b.d    |
| 18  | Andrzej Tanaś       | Unia Tarnów           | 6   | 1   | 0   | –   | –   | –   | –   | –   | 7      |
| 19  | Henryk Żyto         | Wybrzeże Gdańsk       | –   | –   | 7   | –   | –   | –   | –   | –   | 7      |
| 20  | Jan Kolber          | Stal Rzeszów          | –   | –   | –   | –   | –   | –   | 7   | –   | 7      |
| 21  | Andrzej Koselski    | Polonia Bydgoszcz     | –   | –   | –   | –   | –   | 6   | –   | –   | 6      |
| 22  | Stanisław Witkowski | Polonia Bydgoszcz     | –   | –   | –   | –   | –   | 5   | –   | –   | 5      |
| 23  | Benedykt Kosek      | Polonia Bydgoszcz     | –   | –   | –   | –   | –   | 5   | –   | –   | 5      |
| 24  | Erwin Brabański     | Śląsk Świętochłowice  | –   | –   | –   | 3   | –   | –   | –   | –   | 2      |
| 25  | Wojciech Jurasz     | Stal Gorzów Wlkp.     | –   | –   | –   | –   | 3   | –   | –   | –   | 3      |
| 26  | Grzegorz Kuźniar    | Stal Rzeszów          | –   | –   | –   | –   | –   | –   | 3   | –   | 3      |
| 27  | Adam Ciepiela       | Stal Rzeszów          | –   | –   | –   | –   | –   | –   | 3   | –   | 3      |
| 28  | Stanisław Lalicki   | Stal Rzeszów          | –   | –   | –   | –   | –   | –   | 3   | –   | 3      |
| 29  | Zygfryd Friedek     | Kolejarz Opole        | 2   | –   | –   | –   | –   | –   | –   | –   | 2      |
| 30  | Wiktor Waloszek     | Śląsk Świętochłowice  | –   | –   | –   | 2   | –   | –   | –   | –   | 2      |
| 31  | Marian Zaranek      | Polonia Bydgoszcz     | –   | –   | –   | –   | –   | 2   | –   | –   | 2      |
| 32  | Zdzisław Hap        | Stal Rzeszów          | –   | –   | –   | –   | –   | –   | 2   | –   | 2      |
| 33  | Bogdan Berliński    | Wybrzeże Gdańsk       | –   | –   | 1   | –   | –   | –   | –   | –   | 1      |
| 34  | Józef Batko         | Stal Rzeszów          | –   | –   | –   | –   | –   | –   | 1   | –   | 1      |
| 35  | Jerzy Kowalski      | Unia Leszno           | 0   | –   | –   | –   | –   | –   | –   | –   | 0      |
| 36  | Marek Cieślak       | Włókniarz Częstochowa | 0   | –   | –   | –   | –   | –   | –   | –   | 0      |

| Kolor    | Wynik      |
| -------- | ---------- |
| Złoty    | Zwycięzca  |
| Srebrny  | 2. miejsce |
| Brązowy  | 3. miejsce |
| Limanowy | 4. miejsce |
| cyjan    | 5. miejsce |